# Dirk Lottner
Dirk Lottner (* 4. März 1972 in Köln) ist ein deutscher Fußballtrainer und ehemaliger Fußballspieler.

## Spielerkarriere

### Verein
Seine Laufbahn als Fußballprofi begann der Kölner 1992 beim SC Fortuna Köln in der 2. Bundesliga. Nach fünf Jahren wechselte er zu Bayer 04 Leverkusen, wo er sich aber nicht durchsetzen konnte. Danach spielte er sechs Jahre in der 1. und 2. Bundesliga für den 1. FC Köln und war dort zeitweise Kapitän der Mannschaft. 2004 wurde er wegen angeblicher läuferischer Defizite ausgemustert. Lottner wechselte daraufhin zum MSV Duisburg, mit dem er zwar in die Bundesliga aufstieg, bei dem er aber ebenfalls nur ein Reservistendasein fristete.
Bei den Fans des 1. FC Köln genießt Lottner bis heute Kultstatus. Er wurde zu einer Identifikationsfigur, nicht zuletzt, weil er einer der wenigen viel zitierten „Typen“ im Fußball war und nie einen Hehl aus seiner emotionalen Bindung zum FC gemacht hat. In der Fankurve der Kölner finden sich bis heute Plakate und Banner mit Lottners Namen. Insbesondere ist der Linksfuß dem Publikum als „Herr des ruhenden Balls“ in Erinnerung geblieben. Seine präzisen Freistöße, welche nicht selten spielentscheidend waren, landeten häufig unhaltbar im Netz des gegnerischen Tores. Schwächen, wie eine gewisse Lauffaulheit und sein für einen Fußballprofi ungewöhnliches Laster, das Rauchen, wurden ihm von den Fans in aller Regel nachgesehen.
Im Mai 2006 beendete Lottner seine aktive Karriere. In der Saison 2006/07 war er Co-Trainer des 1. FC Köln II, bei dem er zwischendurch auch wieder als Spieler ins Geschehen eingriff. Ein Comeback als Profi, auf das die Kölner Boulevard-Presse spekuliert hatte, lehnten jedoch sowohl Lottner selbst als auch der Verein ab.

### Nationalmannschaft
Für die U-21-Auswahl spielte Lottner achtmal, dabei erzielte er einen Treffer.

## Trainer
Nach seinem Rücktritt als Spieler war er im Jugendbereich des 1. FC Köln tätig. Er trainierte von 2007 bis 2010 die U-17-Mannschaft. Seit dem 1. April 2010 ist Lottner im Besitz der Trainerlizenz des Deutschen Fußball-Bundes (DFB).
Am 24. Oktober 2010 wurde er unter Frank Schaefer Co-Trainer, nachdem der bisherige Cheftrainer Zvonimir Soldo freigestellt worden war.
Ab der Saison 2011/12 war Lottner Cheftrainer der U-21 des 1. FC Köln. Am 22. April 2013 wurde er nach einer langen Misserfolgsserie entlassen.
Ab dem 12. April 2012 bis zum Saisonende war er zudem wieder Co-Trainer der ersten Mannschaft.
Am 16. April 2014 übernahm Lottner den Posten des Cheftrainers beim Drittligisten Hansa Rostock. Nachdem die Mannschaft unter ihm fünf Punkte aus vier Spielen erreicht hatte, wurde Lottners zum Saisonende auslaufender Vertrag nicht verlängert.
Seit dem 3. November 2014 betreibt Lottner „Lottes Kicker – Die Dirk Lottner Fußballschule“.
Zur Saison 2016/17 übernahm Lottner den Cheftrainerposten beim Südwest-Regionalligisten 1. FC Saarbrücken. 2018 scheiterte er mit Saarbrücken in den Aufstiegsspielen zur 3. Liga am TSV 1860 München, ein Jahr später wurde man hinter Waldhof Mannheim Vizemeister. Anfang Dezember 2019 wurde Lottner entlassen, nachdem der Vorsprung an der Tabellenspitze durch Niederlagen gegen die Aufstiegskonkurrenten SV Elversberg und TSV Steinbach Haiger von zwischenzeitlich acht auf zwei Punkte geschrumpft war. Zum Zeitpunkt seiner Entlassung war der Klub zudem noch nach Siegen über den Zweitligisten Jahn Regensburg und den Erstligisten 1. FC Köln im Achtelfinale des DFB-Pokals vertreten.
Zum 14. September 2020 wurde Lottner Cheftrainer beim FC Energie Cottbus in der Regionalliga Nordost, der zu diesem Zeitpunkt auf dem vorletzten Tabellenplatz stand. In den folgenden Wochen verbesserte sich die Mannschaft unter Lottner auf den achten Tabellenplatz, ehe die Saison Anfang November 2020 aufgrund der weltweiten COVID-19-Pandemie zunächst unterbrochen und später abgebrochen wurde. Im April 2021 einigten sich Lottner und der Verein auf eine „einvernehmliche“ Trennung, da die bei der Verpflichtung besprochenen „sportlichen Möglichkeiten und Zielsetzungen nicht mehr deckungsgleich“ sind.
Am 20. Juni 2022 vermeldete Hannover 96, dass Lottner zur Saison 2022/23 hin die U19 des Vereins übernehmen wird. Ende April 2025 wurde er nach der Trennung von André Breitenreiter gemeinsam mit Christian Schulz (U17-Cheftrainer) bis zum Ende der Saison 2024/25 Co-Trainer des Interimstrainers Lars Barlemann.

## Statistik
- 1. Bundesliga
  - Bayer 04 Leverkusen – 17 Spiele, 1 Tor
  - 1. FC Köln – 83 Spiele, 24 Tore
  - MSV Duisburg – 19 Spiele

- 2. Bundesliga
  - Fortuna Köln – 231 Spiele, 38 Tore
  - 1. FC Köln – 78 Spiele, 30 Tore
  - MSV Duisburg – 22 Spiele, 3 Tore

- DFB-Pokal
  - 1. FC Köln – 13 Spiele, 3 Tore

## Erfolge
Als Spieler
- Aufstieg in die Bundesliga (3): 2000, 2003 (beide 1. FC Köln), 2005 (MSV Duisburg)
  - Als Meister der 2. Bundesliga:  2000

Als Trainer
- Meister der Regionalliga Südwest: 2018 (1. FC Saarbrücken)
- Saarlandpokalsieger (2): 2017, 2019 (beide 1. FC Saarbrücken)